# The Rolling Stones American Tour 1966
L'American Tour 1966 è stata una tournée del gruppo rock britannico The Rolling Stones svoltasi negli Stati Uniti e in Canada, nel giugno e luglio 1966.

## Storia
Il tour prese il via il 24 giugno e si concluse il 28 luglio 1966. In questa tournée, la band fece promozione all'album Aftermath da poco uscito. L'ultimo concerto del tour a Honolulu, Hawaii, fu trasmesso dalla stazione radio hawaiiana KPOI.

## Formazione
The Rolling Stones
- Mick Jagger – voce solista, armonica, percussioni
- Keith Richards – chitarra, cori
- Brian Jones – chitarra, armonica, dulcimer elettrico, organo, cori
- Bill Wyman – basso, cori
- Charlie Watts – batteria

## Scaletta
1. Not Fade Away
2. The Last Time
3. Paint It Black
4. Under My Thumb
5. Stupid Girl
6. Time Is on My Side
7. Lady Jane
8. Play with Fire
9. Doncha Bother Me
10. The Spider and the Fly
11. Mother's Little Helper
12. Get Off of My Cloud
13. 19th Nervous Breakdown
14. (I Can't Get No) Satisfaction

## Date
| Data                  | Città          | Nazione     | Luogo                                       |
| --------------------- | -------------- | ----------- | ------------------------------------------- |
| 24 giugno 1966        | Lynn           | Stati Uniti | Manning Bowl                                |
| 25 giugno 1966        | Cleveland      | Stati Uniti | Cleveland Arena                             |
| 25 giugno 1966        | Pittsburgh     | Stati Uniti | Civic Arena                                 |
| 26 giugno 1966        | Washington     | Stati Uniti | Washington Coliseum                         |
| 26 giugno 1966        | Baltimora      | Stati Uniti | Baltimore Civic Center                      |
| 27 giugno 1966        | Hartford       | Stati Uniti | Dillon Stadium                              |
| 28 giugno 1966        | Buffalo        | Stati Uniti | Buffalo Memorial Auditorium                 |
| 29 giugno 1966        | Toronto        | Canada      | Maple Leaf Gardens                          |
| 30 giugno 1966        | Montreal       | Canada      | Montreal Forum                              |
| 1º luglio 1966        | Atlantic City  | Stati Uniti | Marine Ballroom                             |
| 2 luglio 1966         | New York       | Stati Uniti | Forest Hills Tennis Stadiums Music Festival |
| 3 luglio 1966         | Asbury Park    | Stati Uniti | Asbury Park Convention Hall                 |
| 4 luglio 1966         | Virginia Beach | Stati Uniti | Under the Dome Theater                      |
| 6 luglio 1966         | Syracuse       | Stati Uniti | Onondaga County War Memorial                |
| 8 luglio 1966         | Detroit        | Stati Uniti | Cobo Hall                                   |
| 9 luglio 1966         | Indianapolis   | Stati Uniti | Indiana State Fair Coliseum                 |
| 10 luglio 1966        | Chicago        | Stati Uniti | Arie Crown Theater                          |
| 11 luglio 1966        | Houston        | Stati Uniti | Sam Houston Coliseum                        |
| 12 luglio 1966        | St. Louis      | Stati Uniti | Kiel Auditorium                             |
| 14 luglio 1966        | Winnipeg       | Canada      | Winnipeg Arena                              |
| 15 luglio 1966        | Omaha          | Stati Uniti | Omaha Civic Auditorium                      |
| 19 luglio 1966        | Vancouver      | Canada      | PNE Forum                                   |
| 20 luglio 1966        | Seattle        | Stati Uniti | Seattle Center Coliseum                     |
| 21 luglio 1966        | Portland       | Stati Uniti | Memorial Coliseum                           |
| 22 luglio 1966 2 show | Sacramento     | Stati Uniti | Memorial Auditorium                         |
| 23 luglio 1966        | Salt Lake City | Stati Uniti | Davis County Lagoon                         |
| 24 luglio 1966        | Bakersfield    | Stati Uniti | Civic Auditorium                            |
| 25 luglio 1966        | Los Angeles    | Stati Uniti | Hollywood Bowl                              |
| 26 luglio 1966        | Daly City      | Stati Uniti | Cow Palace                                  |
| 28 luglio 1966        | Honolulu       | Stati Uniti | Hawaiʻi International Center                |

Si è erroneamente creduto che gli Stones avessero suonato due show a Bakersfield il 24 luglio. In realtà, quel giorno fecero uno spettacolo nel pomeriggio a San Bernardino, seguito da un concerto serale a Bakersfield.

## Riferimenti in altri media
- Il concerto al Forest Hills Tennis Stadium di New York ha fornito l'ambientazione per un episodio della serie televisiva Mad Men, intitolato Foglie di tè.